# Podlesie Duże (województwo mazowieckie)
Podlesie Duże (do 1998 Podlesie-Stromiec) – wieś w Polsce położona w województwie mazowieckim, w powiecie białobrzeskim, w gminie Stromiec.
Administracyjnie wieś wraz z Podlesiem Małym i Grabowym Lasem wchodzi w skład sołectwa Podlesie.
W latach 1975–1998 miejscowość położona była w województwie radomskim.
Wierni Kościoła rzymskokatolickiego należą do parafii św. Jana Chrzciciela w Stromcu.